# Сестринская группа
Се́стринская гру́ппа в филогенетике — группа (таксон), связанная с другой группой отношениями «сестринского» родства. Утверждение о том, что группа A является сестринской по отношению к группе B, равнозначно утверждению, что у групп A и B имеется предок, общий только для этих двух групп и ни для каких иных. Вместе две сестринские группы образуют одну монофилетическую группу.
Понятие сестринского родства возникло в связи с представлениями о невозможности строгого доказательства отношений предок — потомок средствами кладистического анализа и логическим противоречием, следующим из строгого определения монофилии в кладистике. Логическое противоречие связано с тем, что любая группа, рассматриваемая как предковая по отношению к какой-либо иной группе, должна будет рассматриваться как парафилетическая, что неприемлемо с последовательно-кладистической точки зрения. Для того, чтобы избежать проблем с недоказуемостью статуса предка и неприемлемостью парафилетических групп, было предложено обсуждать родственные отношения между таксонами в терминах сестринского родства.